# Bischlecht
Bischlecht (westallgäuerisch: Bischlechd, Bischlärchd) ist ein Gemeindeteil der Gemeinde Grünenbach im bayerisch-schwäbischen Landkreis Lindau (Bodensee).

## Geographie
Der Weiler liegt circa vier Kilometer südöstlich des Hauptorts Grünenbach und zählt zur Region Westallgäu.

## Ortsname
Der Ortsname stammt vom mittelhochdeutschen Wort bisleht ab, was ganz gefüllt, eben bedeutet ab. Vermutlich ein ursprünglicher Flurname.

## Geschichte
Bischlecht wurde erstmals im Jahr 1414 mit Ytel Renger zum Byslecht urkundlich erwähnt. 1781 fand die Vereinödung von Bischlecht mit drei Teilnehmern statt. Der Ort gehörte einst der Herrschaft Hohenegg und später der Gemeinde Ebratshofen an. Im Jahr 1811 wurde die Schüttensteig-Straße über Bischlecht erbaut.